# 孝元夏皇后
孝元皇后夏氏（?—?），名不詳，是中國古代東漢皇族女性，為宗室解渎亭侯刘淑的夫人。
夏氏有一子刘苌，而刘苌是汉灵帝的父亲。再汉桓帝驾崩后，大将军窦武拥立刘宏继皇位，是为汉灵帝。汉灵帝追尊祖父刘淑为孝元皇，祖母夏氏为孝元皇后，並改其墓为敦陵、庙为靖庙。